# Machame Mashariki
Machame Mashariki (übersetzt „Machame Ost“) ist ein Verwaltungsbezirk (Ward) des Distrikts Hai in der tansanischen Region Kilimandscharo.

## Geografie
Machame Mashariki liegt im Nordosten von Tansania, etwa 20 Kilometer Luftlinie nordnordwestlich der Regionshauptstadt Moshi am südlichen Abhang des Kilimandscharo. Das Gebiet steigt von 1200 Höhenmetern im Süden auf über 4000 Meter im Norden an.
Der Bezirk grenzt im Norden an Motamburu Kitendeni des Distrikts Rombo, im Osten an Kibosho Magharibi, im Süden an Machame Narumu und im Westen an Machame Kaskazini. Bei der Volkszählung 2022 lebten 11.985 Menschen in 3452 Haushalten auf einer Fläche von 86,4 Quadratkilometern.

## Gliederung
Der Bezirk besteht aus fünf Gemeinden (Mtaa) mit 22 Orten (Kitongoji):
| Lyamungo-Kilanya - Nkwasala - Nkwelao - Nkiwasekeri | Lyamungo-Kati - Kibera - Nkwamakwela - Umburi Kati - Umburi Ndalen - Nkwamwara Na.4 | Lyamungo-Sinde - Mowe - Weru weru - Saa - Uchara | Nkuu Ndoo - Kimbushi Ndoo - Nderen Mwowe - Nkuu Kati - Nkweshoo | Nkuu Sinde - Sinde Kati - Kimbushi Sinde - Ndoo Sinde - Ndereni - Rembu - Kisereni |

## Wirtschaft und Infrastruktur
- Bildung: Im Bezirk liegen drei weiterführende Schulen.[7] Die Lyamungo Secondary School[8] ist eine Knabenschule, die beiden anderen, die Lyasikika Secondary School[9] und die Nkuu Secondary School,[10] sind koedukative Schulen, alle mit einer Ausbildung bis zur 4. Stufe.
- Gesundheit: In der Gemeinde Lyamungo gibt es ein staatliches Gesundheitszentrum[11] und in Nkuu eine staatliche Apotheke.[12]

## Sonstiges
Die um den Kilimandscharo lebenden Chagga gaben ihren Kindern Namen, die auf besondere Umstände bei der Geburt hinwiesen. Eine Studie aus dem Jahr 2018 zeigt, dass dieser Trend abnimmt und die Kinder meist englische christliche oder islamische Namen erhalten.